# Virginia Slims of California 1977
Il Virginia Slims of California 1977 è stato un torneo di tennis giocato sul sintetico indoor. È stata la 7ª edizione del torneo, che fa parte del WTA Tour 1977. Si è giocato a San Francisco negli USA dal 28 febbraio al 6 marzo 1977.

## Campionesse

### Singolare
Sue Barker ha battuto in finale  Virginia Wade con il punteggio di 6–3, 6–4

### Doppio
Kerry Melville Reid /  Greer Stevens hanno battuto in finale  Sue Barker /  Ann Kiyomura con il punteggio di 6–3, 6–1